# Collias
Collias ist eine französische Gemeinde mit 1080 Einwohnern (Stand 1. Januar 2022) im Département Gard der Region Okzitanien.

## Geografie
Collias liegt am Fluss Gardon und seinem Nebenfluss Alzon, der hier einmündet. Die Gemeinde befindet sich 25 Kilometer nordöstlich von Nîmes und 40 Kilometer westlich von Avignon. In der Umgebung von Collias liegen die Orte Uzès in neun und Remoulins in elf Kilometern Entfernung.

## Geschichte
Die frühesten menschlichen Spuren sind die Malereien in der Bayol-Höhle, die fast 20.000 Jahre alt sind. Der Name des Ortes geht auf die Römerzeit zurück. Er wurde auf einer Stele aus dem 2. Jahrhundert im ehemaligen Römertempel entdeckt, der später eine Einsiedelei wurde. Diese Kapelle, die den Namen Notre Dame de Laval trägt, wurde kürzlich restauriert. Außerdem gab es während der Römerzeit das Oppidum La Castre, von dem aus man den Fluss Gardon überblicken konnte.
Im Mittelalter entstand das Schloss Le Castellas und außerdem hatte das Dorf Schutzmauern, die heute allerdings nicht mehr existieren. Als der Ort im 16. Jahrhundert Teil der Herrschaft von Montpezat war, erschien er auf Karten unter dem Namen Montpezat-les-Uzès. Während der Religionskriege mussten die Anhänger der katholischen Heiligen Liga 1588 kapitulieren. Bis zur Mitte des 19. Jahrhunderts wurde das Dorf ein wichtiges Zentrum der Seidenproduktion. 1833 wurde die Hängebrücke über den Gardon eingeweiht. Später war Collias eins der ersten elektrifizierten Dörfer Frankreichs. Ab 1920 entstand die neue Steinbrücke.

### Bevölkerungsentwicklung
| Jahr      | 1962 | 1968 | 1975 | 1982 | 1990 | 1999 | 2008 | 2017 |
| Einwohner | 508  | 520  | 510  | 617  | 756  | 829  | 992  | 1090 |

## Kultur und Sehenswürdigkeiten

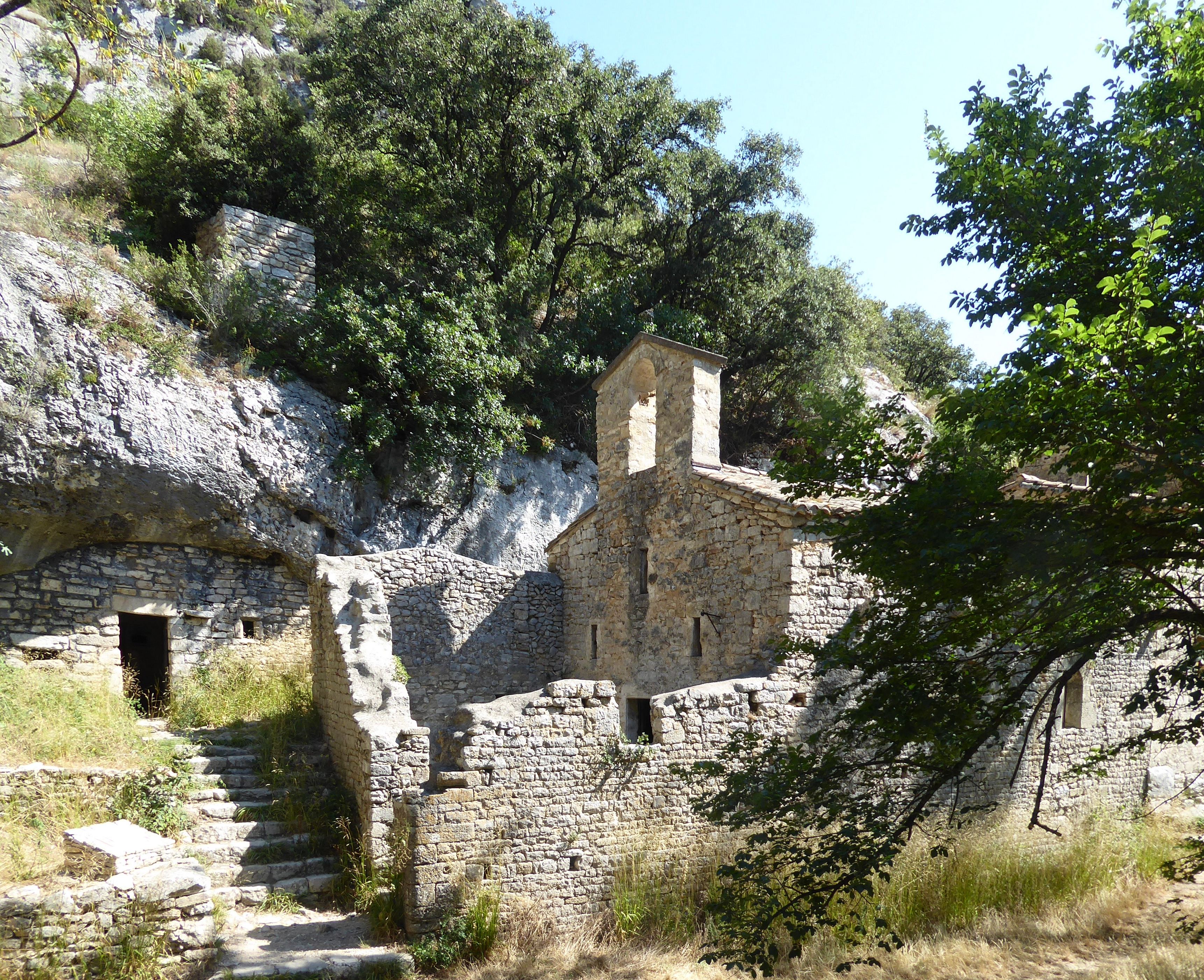
Die Einsiedelei Notre-Dame-de-Laval

- Einsiedelei Notre-Dame-de-Laval (aus den Überresten eines gallo-römischen Tempels errichtete Kapelle)
- Alte Mühle
- Ehemaliges Wasser- und Elektrizitätswerk des Dorfes (ab 1889 in Betrieb)
- Brücke von Collias (1920 bis 1923 gebaut)
- Chemin de la Torte, ehemaliger Zugangsweg zum Nachbarort Cabrières
- Kirche Saint-Vincent aus dem 19. Jahrhundert
- Gorges du Gardon, die Schlucht des Flusses Gardon[1]

## Tourismus
Collias ist ein Zentrum des Kanusports am Gardon. Es gibt mehrere Verleihunternehmen, die Boote anbieten, um 8 km flussabwärts unter dem Pont du Gard durch zu paddeln. Collias bietet gute Möglichkeiten zum Baden und Schwimmen im Fluss, der hier ganzjährig Wasser führt. In den Gorges du Gardon am Ortsausgang gibt es auch einen Klettersteig, die Via Ferrata de Collias. Die touristische Infrastruktur des Ortes beinhaltet einen Campingplatz, zwei Hotels, mehrere Zimmervermietungen und Restaurants.

## Verkehr
In 14 Kilometern Entfernung zum Ort befindet sich die Auffahrt Remoulins zur A9.